# Constantinopolis

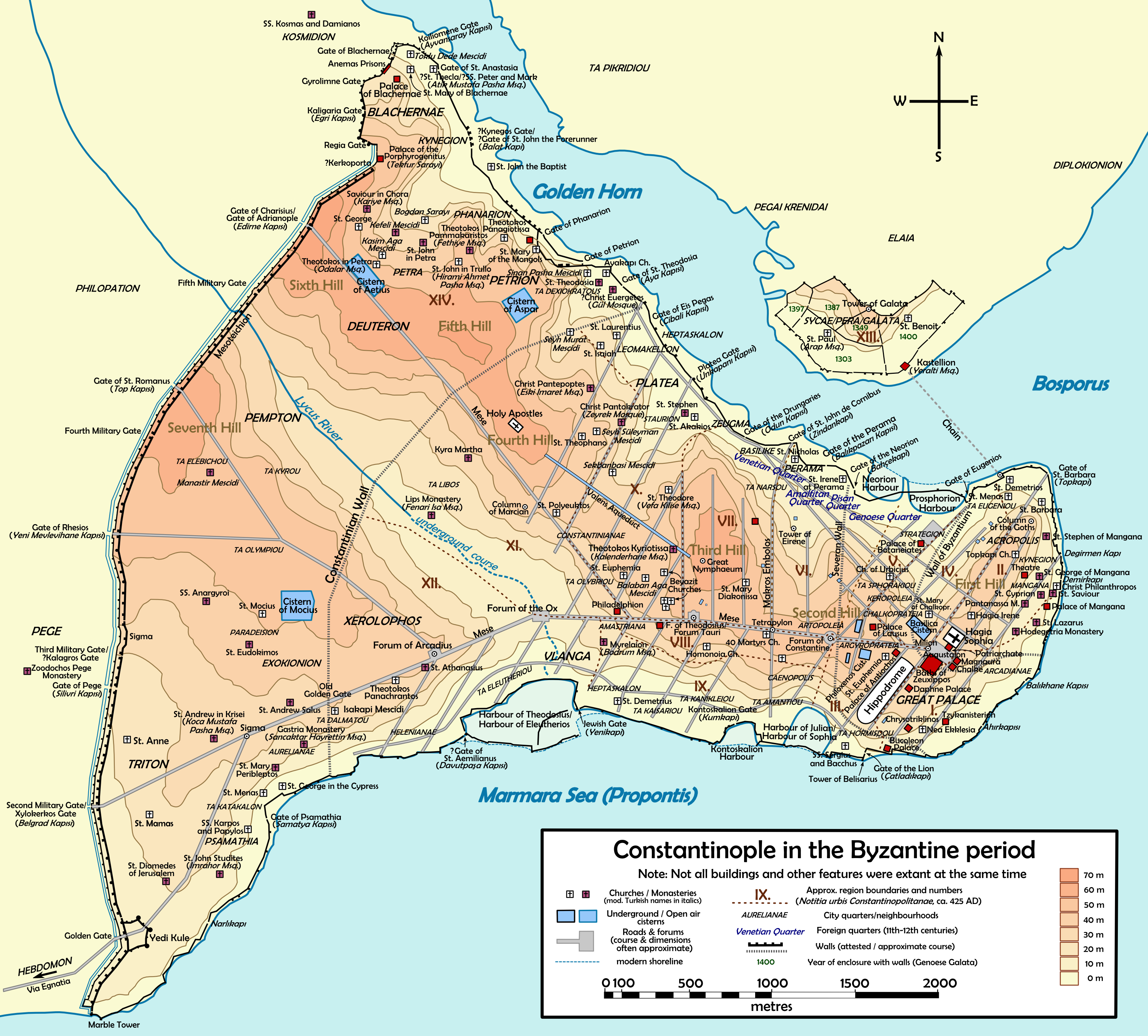
Bản đồ Constantinopolis

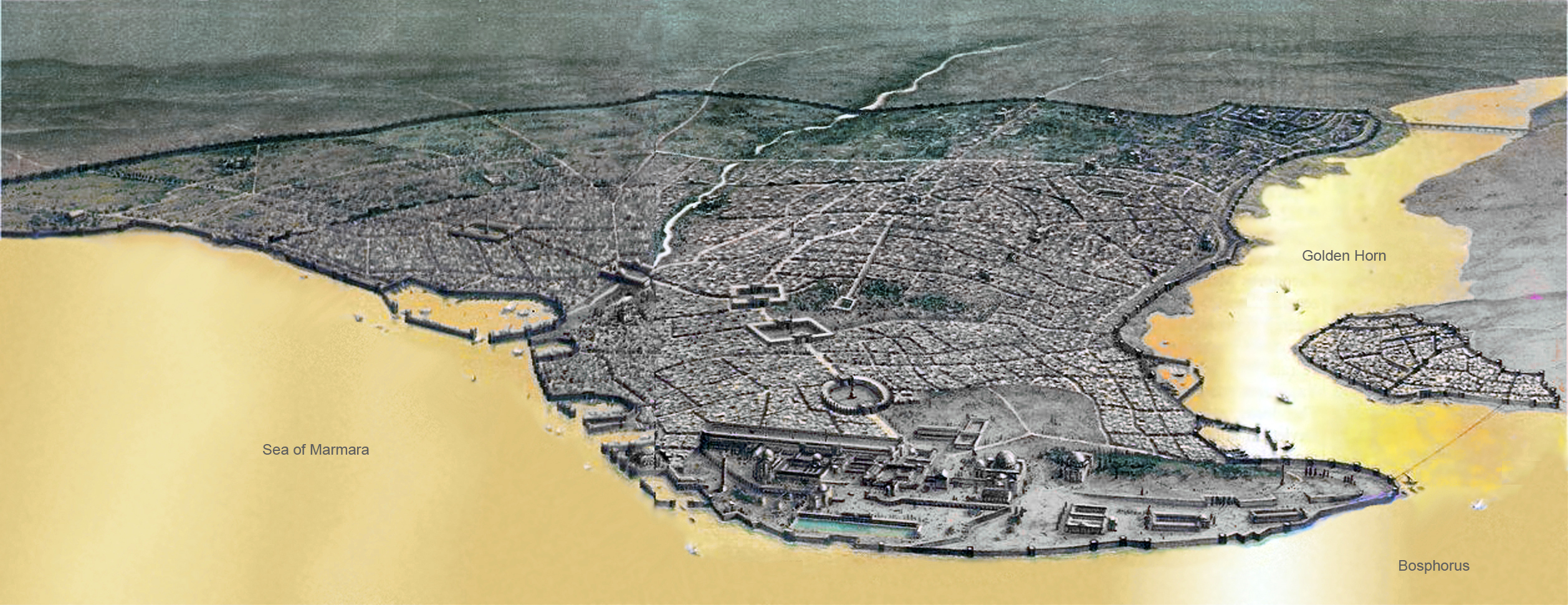
Constantinopolis vào thời Byzantine

Constantinopolis (có nghĩa là "thành phố của Constantinus [Đại Đế]"; tiếng Hy Lạp: Κωνσταντινούπολις Konstantinoúpolis, hay Πόλις Polis; tiếng Latin: Constantinopolis; tiếng Thổ Nhĩ Kỳ: قسطنطينيه, Kostantiniyye), còn được biết đến với tên Constantinople, là kinh đô của Đế quốc La Mã (330–395), của Đế quốc Byzantine/Đông La Mã (395–1204 và 1261–1453), của Đế quốc La Tinh (1204–1261) và của Đế quốc Ottoman (1453–1922).
Tên của thành phố này đã được chính thức đổi thành tên tiếng Thổ Nhĩ Kỳ hiện tại của nó là Istanbul  vào năm 1930 như là một phần trong các cải cách quốc gia của Tổng thống Atatürk. Tên này đã được sử dụng rộng rãi bởi các cư dân Thổ Nhĩ Kỳ sống tại đây được gần năm thế kỷ. Nằm ở vị trí thuận lợi về mặt chiến thuật giữa Sừng Vàng và biển Marmara, tại nơi châu Âu gặp châu Á, Constantinopolis của Đông La Mã là kinh đô của một đế quốc Ki-tô giáo, tiếp nối Hy Lạp và La Mã, cho đến khi Constantinopolis thất thủ vào năm 1453. Trong suốt thời Trung Cổ, Constantinopolis đã là thành phố lớn nhất và giàu nhất của châu Âu, được biết đến với tên gọi là "Nữ hoàng của các Thành phố" (Vasileuousa Polis).
Do bối cảnh lịch sử, Constantinopolis thường có một số tên gọi khác nhau ở một thời điểm nào đó; phổ biến nhất trong số đó là Byzantium (tên cũ của thành phố), Nova Roma (nghĩa là Roma mới, tên do Constantinus đặt), mặc dù đây là tên do Giáo hội đặt (không phải tên chính thức), Constantinopolis và Stamboul.